# Szajch Sindijan Tahtani
Szajch Sindijan Tahtani (arab. شيخ سنديان تحتاني) – miejscowość w Syrii, w muhafazie Idlib. W 2004 roku liczyła 687 mieszkańców.